# Tönne Vormann
Tönne Vormann, eigentlich Tons (Anton) Vormann (* 24. November 1902 in Münster; † 5. November 1993 ebenda), war ein westfälischer Maler, Radierer, Sänger, Autor und Hörspielsprecher.

## Leben
Vormann besuchte die Volks- und Höhere Schule in Münster und studierte an den Kunstgewerbeschulen in Münster, München und Berlin, wo er auch von 1929 bis 1932 für den Ullstein-Verlag arbeitete. Ab 1951 war er bei den Westfälischen Nachrichten in Münster beschäftigt und schrieb und sang seine Lieder für den Rundfunk.
Am 25. April 1983 erhielt Vormann das Bundesverdienstkreuz in Würdigung seiner Arbeit zur Erhaltung westfälischer Bräuche und der Förderung der plattdeutschen Sprache in Wort und Lied. In Münster-Wolbeck, wo er lebte, wurde der Tönne-Vormann-Weg nach ihm benannt.

## Bücher
- Tons Vormann: Sonnenaufgang. Nordland-Verlag, Magdeburg 1937 (aufgenommen in die Liste der auszusondernden Literatur unter Nr. 12309).
- Tönne Vormann: Zur Jagd gesungen und gelacht. Hrsg.: Matthias Henke. Coppenrath-Verlag, Münster 1984, ISBN 3-88547-257-0.
- Tons Vormann: Dichter-Sänger als Maler. Lechte-Verlag, Emsdetten 1986, ISBN 3-7849-1144-7.
- Tons Vormann: Dichter-Sänger als Maler. Mandragora-Verlag, Münster 1989, ISBN 3-924987-10-6.
- Tons Vormann: Der Weg zur Sonne. Mandragora-Verlag, Münster 1989, ISBN 3-924987-09-2 (Illustriert).

## Hörspiele

### Autor
- 1953: De aolle Baum (auch Sprecher) – Regie: Wilhelm Wahl

Auf der entsprechenden Seite der ARD-Hörspieldatenbank ist zu diesem Werk folgender Text zu lesen:

„Toenne Vormann, den Hörern des Zweiten Programms West auch als Lautensänger bekannt, schrieb dieses westfälische Hörspiel um einen alten Baum, eine uralte Mooreiche, die seit undenklichen Zeiten auf dem Grund der Ems liegt. Dieser alte Baum, um dessen Besitz der Streit zweier Bauern geht, kann mehr wert sein als Holz, das zu einem Möbelstück verarbeitet wird. Das ist der tiefere Sinn dieses Spiels aus den ersten Nachkriegstagen. An seinem glücklichen Ende steht die Heimkehr zweier Kriegsgefangener.“

### Sprecher
- 1950: Karl Wagenfeld: Dat Gewitter – Regie: Wilhelm Wahl
- 1950: Franz Mehring: Knubben – Bearbeitung und Regie: Wilhelm Wahl
- 1950: Franz Mehring: Knipperdolling – Bearbeitung und Regie: Wilhelm Wahl
- 1950: Karl Wagenfeld: Luzifer – Regie: Wilhelm Wahl
- 1951: Karl Wagenfeld: Dat Gaap-Pulver – Bearbeitung und Regie: Wilhelm Wahl
- 1951: Augustin Wibbelt: Dat veerte Gebott – Bearbeitung und Regie: Wilhelm Wahl
- 1951: Franz Mehring: Siesemännken – Regie: Wilhelm Wahl
- 1951: Karl Wagenfeld: De Vuogelfrauen-Versammlung – Regie: Wilhelm Wahl
- 1951: Friedrich Castelle: Hillige Nacht – Regie: Wilhelm Wahl
- 1952: Karl Wagenfeld: Jans Baunenkamp sien Höllenfahrt – Regie: Wilhelm Wahl
- 1952: Augustin Wibbelt: En Duorp steiht Kopp – Regie: Wilhelm Wahl
- 1952: August Hinrichs: Wenn de Hahn kreiht – Regie: Wilhelm Wahl
- 1952: Friedrich Castelle: Snieder Wipupp oder Et spökt in Heidideldum – Regie: Wilhelm Wahl
- 1952: Augustin Wibbelt: Drüke Möhne (2. Teil: Schützenfest in Windhok) – Regie: Wilhelm Wahl
- 1952: Augustin Wibbelt: Drüke Möhne (3. Teil: Der junge Doktor) – Regie: Wilhelm Wahl
- 1953: Hermann Homann: Hahn giegen Hahn – Regie: Wilhelm Wahl
- 1953: Franz Rinsche: Dat Nülleken – Regie: Wilhelm Wahl
- 1953: Hermann Homann: De Kartuffelkuorw – Regie: Wilhelm Wahl
- 1953: Tönne Vormann: De aolle Baum – Regie: Wilhelm Wahl
- 1953: Hermann Homann: Qualm in de Küerke – Regie: Wilhelm Wahl
- 1953: Karl Bunje: De swatte Hannibal – Regie: Wilhelm Wahl
- 1953: Heinrich Luhmann: Der gestohlene Pastor – Regie: Wilhelm Wahl
- 1954: Anton Aulke: Nies, der westfälische Eulenspiegel (1. Teil: Mord un Dautslagg/Nies kureert Küotter Kloawerkamp) – Regie: Wilhelm Wahl
- 1954: Josef Bergenthal: Frans Essink – Regie: Wilhelm Wahl
- 1954: Anton Aulke: Nies, der westfälische Eulenspiegel (2. Teil: De Wedde Wiskus/Siskus, Wiskus)Regie: Wilhelm Wahl
- 1954: August Hinrichs: Wie hewt all kinn rein Gewietten – Regie: Wilhelm Wahl
- 1955: Anton Aulke: Daud un Düwel tom Spiet – Regie: Wilhelm Wahl
- 1955: Anton Aulke: Nies, der westfälische Eulenspiegel (3. Teil: Nies un de Revolution von achteinhunnertachtunvättig) – Regie: Wilhelm Wahl
- 1955: Hermann Homann: Quacksalberie – Regie: Wilhelm Wahl
- 1955: Bernhard Schleiter: Up Kortmanns Hoff – Regie: Nicht bekannt
- 1955: Hermann Homann: De Twiärsbrenner – Regie: Wilhelm Wahl
- 1956: Anton Aulke: Nobiskrog. Een Spiell tüsken Liäven un Daud. Plattdeutsches Traumspiel – Regie: Wilhelm Wahl
- 1956: Hermann Homann: Paradiesappeln – Regie: Wilhelm Wahl
- 1956: Anton Aulke: Twillinge – Regie: Wilhelm Wahl
- 1956: Hermann Homann: De Düwelssteen – Regie: Wilhelm Wahl
- 1956: Anton Aulke: Dat daude Hus – Regie: Wilhelm Wahl
- 1957: Anton Aulke: Een Kind un dreimaol Hochtied – Regie: Wilhelm Wahl
- 1957: Anton Aulke: De Düvel up´n Klockenstohl Regie: - Wilhelm Wahl
- 1957: Hermann Homann: De Wittmann – Regie: Wilhelm Wahl
- 1957: Albert Buck: De Haller Schaipersteen – Regie: Wilhelm Wahl
- 1958: Anton Aulke: Wu Natz Störbroks üm dat Donnerdaggsföllen friede – Regie: Wolfram Rosemann
- 1958: Hubert Rohlof: De Hexenbänniger – Regie: Wolfram Rosemann
- 1958: Hermann Homann: Kinner sind Wunner Guottes – Regie: Wolfram Rosemann
- 1958: Anton Aulke: Du saß dat Supen laoten – Regie: Wolfram Rosemann
- 1958: Natz Thier: Quaterie üm Libbet – Regie: Wolfram Rosemann
- 1958: Hermann Homann: De Mensk mott sin Tohuse häbben – Regie: Wolfram Rosemann
- 1959: Heinrich Luhmann: Dat Sündenwater – Regie: Wolfram Rosemann
- 1959: Bernhard Hegemann: Et spookt – Regie: Nicht angegeben
- 1959: August Kracht: Schwanewert (auch Hörspielbearbeitung) – Regie: Wolfram Rosemann
- 1959: Fritz Drobe: De Eck bi't Gleis – Regie: Wolfram Rosemann
- 1959: Hansjakob Gröblinghoff: Mönsterländske Wihnachtslegende – Regie: Wolfram Rosemann
- 1960: Anton Aulke: De Spökenkieker – Regie: Wolfram Rosemann
- 1960: Karl Bunje: De swatte Hannibal – Regie: Wilhelm Wahl
- 1960: Augustin Wibbelt: De Iärfschopp (2 Teile) – Regie: Wolfram Rosemann
- 1960: Hermann Homann: Polteraobend – Regie: Wolfram Rosemann
- 1961: Karl Wagenfeld: De Seelenwanderung – Regie: Wolfram Rosemann
- 1961: Hermann Homann: De früemde Koh – Regie: Wolfram Rosemann
- 1961: Anton Aulke: De Geldbül – Regie: Wolfram Rosemann
- 1961: Friedrich Gerstäcker: De Wilddeiw – Regie: Wolfram Rosemann
- 1961: Bruno Wittchen: Nao´n Krieg – Regie: Wolfram Rosemann
- 1962: Hermann Homann: De Straote lang – Regie: Wolfram Rosemann
- 1962: Fritz Drobe: Hänne wegg van de Wietenschopp – Regie: Wolfram Rosemann
- 1962: Fritz Arend: Jedereen driägt´n Puckel – Regie: Wolfram Rosemann
- 1962: Anton Aulke: Unnerweggens nao Hus – Regie: Wolfram Rosemann
- 1962: Fritz Arend: De Spinner – Regie: Wolfram Rosemann
- 1962: Hermann Homann: Daudendanz – Regie: Wolfram Rosemann
- 1963: Bruno Wittchen: De Wegg trügge – Regie: Wolfram Rosemann
- 1963: Hermann Homann: De – un kin annern – Regie: Wolfram Rosemann
- 1963: Hermann Landois: Frans Essink. Ein Zeitbild um Münsterländische Originale (2 Teile) – Regie: Wolfram Rosemann
- 1964: Hermann Homann: Jedereene hät siene Tied – Regie: Wolfram Rosemann
- 1964: Norbert Johannimloh: Küenink un Duohlen un Wind – Regie: Wolfram Rosemann
- 1964: Hermann Homann: De hauge Besök – Regie: Wolfram Rosemann
- 1965: Bruno Wittchen: ... Dat de Mensk alleen is – Regie: Wolfram Rosemann
- 1965: Hermann Homann: Dat grülicke Dier. Fastnachtsspiel – Regie: Wolfram Rosemann
- 1965: Karl Wagenfeld: Daud un Düwel – Regie: Wolfram Rosemann
- 1965: Hermann Homann: Krawall in Wolbieck – Regie: Wolfram Rosemann
- 1965: Illa Andreae: Dat heimlicke Gericht – Regie: Wolfram Rosemann
- 1965: Paul Humpert: Oss un Iesel – Regie: Wolfram Rosemann
- 1966: Fritz Drobe: Geiht alles sinen Patt – Regie: Wolfram Rosemann
- 1966: Hermann Homann: Tüsken Saien un Maihen – Regie: Wolfram Rosemann
- 1967: Thora Thyselius: Siene graute Stunne – Regie: Wolfram Rosemann
- 1968: Hermann Homann: Hannes in'n Glückspott – Regie: Wolfram Rosemann
- 1969: Hermann Homann: Lüninge sind auk Mensken – Regie: Wolfram Rosemann
- 1969: Bruno Wittchen: Dat Korn steiht hauge – Regie: Wolfram Rosemann
- 1969: Konrad Hansen: Den eenen sien' Uhl – Regie: Wolfram Rosemann
- 1970: Norbert Johannimloh: Atomreaktor, de Aolle un annere – Regie: Wolfram Rosemann
- 1972: Hermann Homann: Biäckemske Ansliäg – Regie: Wolfram Rosemann
- 1972: Konrad Hansen: De Mann van gistern – Regie: Wolfram Rosemann

## Aufnahmen
- Tönne Vormann: De Groffschmett. (Video) In: YouTube. YouTube, LLC, 13. März 2008, abgerufen am 27. August 2011 (plattdeutsch).
- Tönne Vormann: Burlala. (Video) In: YouTube. YouTube, LLC, 13. Mai 2009, abgerufen am 27. August 2011 (plattdeutsch).